# Хомич Анатолій Захарович
Анатолій Захарович Хомич (21 серпня 1928, місто Бєлорєченськ, тепер Краснодарського краю, Російська Федерація — 30 травня 2004, місто Харків) — український радянський партійний діяч, залізничник, заступник голови Ради Міністрів Української РСР. Кандидат у члени ЦК КПУ в 1981—1990 роках. Депутат Верховної Ради УРСР 10—11-го скликань (у 1982—1990 р). Кандидат технічних наук (1968). Професор, член-кореспондент Академії транспорту України.

## Біографія
Народився в родині залізничника на Кубані.
Освіта вища. У 1951 році закінчив Ленінградський інститут інженерів залізничного транспорту, здобув спеціальність інженера-механіка колій.
З 1951 року — помічник машиніста, машиніст тепловоза, майстер, начальник цеху, старший приймальник Міністерства шляхів сполучення СРСР локомотивного депо Верхній Баскунчак Приволзької залізниці.
Член КПРС з 1956 року.
У 1956—1960 роках — начальник тепловозного депо, начальник тягової дільниці Улан-Баторської залізниці Монгольської Народної Республіки.
У 1960—1961 роках — головний інженер локомотивного депо на станції Гребінка Південної залізниці. У 1961—1966 роках — головний інженер служби локомотивного господарства Управління Південної залізниці. У 1966—1968 роках — головний інженер Харківського відділення Південної залізниці.
У 1968—1972 роках — завідувач відділу транспорту і зв'язку Харківського обласного комітету КПУ.
У 1972—1980 роках — ректор Харківського інституту інженерів залізничного транспорту імені Кірова.
У 1980 — жовтні 1986 року — завідувач відділу транспорту і зв'язку ЦК КПУ.
17 жовтня 1986 — 4 квітня 1988 року — заступник голови Ради Міністрів Української РСР.
З квітня 1988 року — на пенсії за станом здоров'я.
У 1988—2004 роках — радник ректора, професор кафедри експлуатації та ремонту рухомого складу Харківського інституту інженерів залізничного транспорту імені Кірова (тепер Український державний університет залізничного транспорту).

## Нагороди
- орден Жовтневої Революції
- орден Трудового Червоного Прапора
- орден Дружби народів
- орден «Знак Пошани»
- Почесна грамота Президії Верховної Ради Української РСР
- Почесна грамота Ради Міністрів Монгольської Народної Республіки
- лауреат Державної премії УРСР в області науки і техніки (1989)
- медалі
- знак «Почесному залізничнику»